# Шевченково (Первомайский район)
Шевченково (укр. Шевченкове) — село, 
Одрадовский сельский совет,
Первомайский район,
Харьковская область.
Код КОАТУУ — 6324586005. Население по переписи 2001 года составляет 40 (18/22 м/ж) человек.

## Географическое положение
Село Шевченково находится на левом берегу реки Берека,
выше по течению на расстоянии в 9 км расположено село Алексеевка,
ниже по течению на расстоянии в 6,5 км расположено село Михайловка,
на противоположном берегу — село Максимовка.
Выше по течению на расстоянии в 1 км находится плотина Берекского водохранилища.
К селу примыкает большой садовый массив.

## История
- 1700 — дата основания.

## Название
В 1920-х — начале 1930-х годов в области прошла «волна» переименований значительной части населённых пунктов, в «революционные» названия — в честь Октябрьской революции, пролетариата, сов. власти, Кр. армии, социализма, Сов. Украины, деятелей «демократического движения» (Т. Шевченко) и новых праздников (1 мая и других) Это приводило к путанице, так как рядом могли оказаться сёла с одинаковыми новыми названиями — например, Первое, Второе и просто Шевченково.